# Ала-Лаваярви
А́ла-Ла́вая́рви (фин. Ala Lavajärvi) — озеро на территории Лоймольского сельского поселения Суоярвского района Республики Карелия.

## Общие сведения
Площадь озера — 0,8 км². Располагается на высоте 76,0 метров над уровнем моря.
Форма озера продолговатая, вытянутая с севера на юг. Берега каменисто-песчаные, местами заболоченные.

С востока в озеро впадает ручей Раутаярвеноя (фин. Rautajärvenoja), вытекающий из озера Сариярви и протекающий через озеро Раутаярви (фин. Rautajärvi). С южной стороны в озеро впадает безымянный ручей, вытекающий из озера Иля-Лаваярви и протекающий через озеро Кескиняйнен (фин. Keskinäinen).
Из северной оконечности озера вытекает ручей, который, проходя озеро Суласалми (фин. Sulasalmi), впадает в озеро Пюхяярви. Из Пюхяярви вытекает водоток без названия, впадающий в озеро Вуортанаярви, из которого берёт начало река Койринйоки.
Населённые пункты близ озера отсутствуют. Недалеко от южного берега озера проходит трасса Р21 («Сортавала»).
Код водного объекта в государственном водном реестре — 01040300211102000013773.
Название озера переводится с финского языка как «нижнее озеро с помостом».